# Donja Bebrina
Donja Bebrina – wieś w Chorwacji, w żupanii brodzko-posawskiej, w gminie Klakar. W 2011 roku liczyła 425 mieszkańców.